# Уравнитель (математика)
В математике уравнитель (также ядро разности) — это множество аргументов, в которых две или более функции имеют равные значения. Уравнитель - это множество решений некоторого (алгебраического, дифференциального и т. п.) уравнения. В определенных контекстах, ядро разности является уравнителем ровно двух функций.

## Определение
Пусть X и Y - множества. Пусть f и g - функции, как от X, так и от Y. Тогда уравнитель f и g представляет собой множество элементов x из X таких, что f(x) равно g(x) в Y. Символически:
{\displaystyle \operatorname {Eq} (f,g):=\{x\in X\mid f(x)=g(x)\}.}
Уравнитель может обозначаться как Eq (f, g) или как вариация на эту тему (например, со строчными буквами "eq"). В неформальном контексте используется обозначение {f = g}.
В приведенном выше определении использовались две функции f и g, но нет необходимости ограничиваться только двумя функциями или даже конечным числом функций. В общем случае, если F представляет собой множество функций от X до Y, то уравнитель членов F представляет собой множество элементов x из X таких, что при задании любых двух членов f и g из F, f(x) равно g(x) в Y. Символически:
{\displaystyle \operatorname {Eq} ({\mathcal {F}}):=\{x\in X\mid \forall f,g\in {\mathcal {F}},\;f(x)=g(x)\}.}
Этот уравнитель может быть записан как Eq(f, g, h, ...), если F является множеством {f, g, h, ...}. В последнем случае можно также найти {f = g = h = ···} в неформальном контексте.
Как вырожденный случай общего определения, пусть F - синглетон {f}. Поскольку f(x) всегда равно самому себе, уравнителем должна быть вся область X. В качестве еще более вырожденного случая пусть F - пустое множество. Тогда уравнитель снова является всей областью X, поскольку квантор всеобщности в определении бессодержательно верен.

## Ядро разницы
Двоичный уравнитель (то есть уравнитель только двух функций) также называется ядром разности. Это может также обозначаться как DiffKer(f, g), Ker(f, g) или Ker(f − g). Последнее обозначение показывает, откуда взялась эта терминология и почему она наиболее распространена в контексте абстрактной алгебры: разностное ядро f и g − это просто ядро разностни f - g . Кроме того, ядро единственной функции f может быть восстановлено как разностное ядро Eq(f, 0), где 0 - постоянная функция с нулевым значением.
Конечно, все это предполагает алгебраический контекст, в котором ядро функции является прообразом нуля при этой функции; это верно не во всех ситуациях. Однако термин "ядро разности" не имеет другого значения.

## В теории категорий
Уравнители могут быть определены универсальным свойством, которое позволяет обобщить понятие из категории множеств на произвольные категории.
В общем контексте X и Y являются объектами, в то время как f и g являются морфизмами от X до Y. Эти объекты и морфизмы образуют диаграмму в рассматриваемой категории, а уравнитель - это просто предел (если он существует) этой диаграммы.
Говоря более явно, уравнитель состоит из объекта E и такого морфизма {\displaystyle eq\colon E\to X}, удовлетворяющему  {\displaystyle f\circ eq=g\circ eq}, что для любого морфизма {\displaystyle m\colon O\to X}, удовлетворяющему{\displaystyle f\circ m=g\circ m}, существует единственный морфизм {\displaystyle u\colon O\to E} такой, что {\displaystyle eq\circ u=m}, для которого следующая диаграмма коммутативна:
Говорят, что морфизм {\displaystyle m:O\rightarrow X} уравнивает {\displaystyle f} и  {\displaystyle g} если {\displaystyle f\circ m=g\circ m} .
В любой универсальной алгебраической категории, включая категории, в которых используются ядра разности, а также саму категорию множеств, объект E всегда можно считать обычным понятием уравнителя, а морфизм eq в этом случае можно считать функцией включения E как подмножества X.
Обобщение этого на более чем два морфизма является простым; просто используйте большую диаграмму с большим количеством морфизмов в ней. Вырожденный случай только одного морфизма также прост; тогда eq может быть любым изоморфизмом от объекта E до X.
Правильная диаграмма для вырожденного случая без морфизмов немного сложна: можно изначально нарисовать диаграмму как состоящую из объектов X и Y и без морфизмов. Однако это неверно, поскольку пределом такой диаграммы является произведение X и Y, а не уравнитель. (И действительно, произведения и уравнители — это разные понятия: теоретико-множественное определение произведения не согласуется с теоретико-множественным определением уравнителя, упомянутого выше, следовательно, они на самом деле разные.) Вместо этого соответствующее понимание заключается в том, что каждая диаграмма уравнителя принципиально связана с X, включая Y только потому, что Y является областью значений морфизмов, которые появляются на диаграмме. С этой точки зрения мы видим, что если нет задействованных морфизмов, Y не появляется, и диаграмма уравнителя состоит только из X. Тогда пределом этой диаграммы является любой изоморфизм между E и X.
Можно доказать, что любой уравнитель в любой категории является мономорфизмом. Если в данной категории выполняется обратное, то эта категория называется регулярной (в смысле мономорфизмов). В более общем смысле, регулярным мономорфизмом в любой категории является любой морфизм m, который является уравнителем некоторого множества морфизмов. Некоторые авторы более строго требуют, чтобы m было двоичным уравнителем, то есть уравнителем ровно двух морфизмов. Однако, если рассматриваемая категория является полной, то оба определения согласуются.
Понятие ядра разности также имеет смысл в контексте теории категорий. Терминология "ядро разности" является общей во всей теории категорий для любого двоичного уравнителя. В случае предаддитивной категории (категории, обогащенной над категорией абелевых групп) термин "ядро разности" можно интерпретировать буквально, поскольку вычитание морфизмов имеет смысл. То есть, Eq(f, g) = Ker(f - g), где Ker обозначает теоретико-категориальное ядро.
Любая категория с расслоёнными произведениями (коамальгамами) и произведениями имеет уравнители.

## Примеры
- В категории множеств {\displaystyle {\mathcal {S}}et} уравнитель двух отображений {\displaystyle f} и {\displaystyle g} — это естественное вложение во множество {\displaystyle X} множества, на котором {\displaystyle f} и {\displaystyle g} совпадают, то есть множества {\displaystyle \{x\in X:f(x)=g(x)\}}.
- Аналогичным образом определяется уравнитель в категории {\displaystyle {\mathcal {T}}op} топологических пространств.
- В категории абелевых групп {\displaystyle {\mathcal {A}}b} уравнитель гомоморфизмов совпадает с ядром их разности. Именно поэтому уравнитель в произвольной категории также иногда называют ядром разности, хотя в не предаддитивной категории, вообще говоря, разность морфизмов не определена.
- В категориях групп, абелевых групп, векторных пространств или колец, ядро разности двух морфизмов определяется ядром разности базовых отображений множеств.
- Если рассматриваемая категория имеет нулевые объекты и является нулевым морфизмом {\displaystyle g=0_{XY}}, то ядро разности {\displaystyle f} и {\displaystyle 0_{XY}} есть не что иное, как ядро {\displaystyle f}. Таким образом, каждое ядро является примером ядра разности.

## Список литературы
- Маклейн С. Глава 3. Универсальные конструкции и пределы // Категории для работающего математика = Categories for the working mathematician / Пер. с англ. под ред. В. А. Артамонова. — М.: Физматлит, 2004. — С. 68—94. — 352 с. — ISBN 5-9221-0400-4.